# Dirt
Dirt (англ. Бруд) — другий студійний альбом американського рок-гурту Alice in Chains, що вийшов 29 вересня 1992 року на лейблі Columbia Records.
Платівка вийшла в період розквіту гранджу, коли на верхніх позиціях американських хіт-парадів знаходилися альбоми сіетлських гуртів Nirvana, Pearl Jam та Soundgarden. Alice in Chains зі своєю дебютною роботою Facelift трималися осторонь альтернативної сцени й вважалися перспективним «металевим» гуртом. Прорив відбувся після того, як у фільмі Кемерона Кроу «Одинаки», присвяченому музичній сцені Сіетла, прозвучала пісня Alice in Chains «Would?». На хвилі загального захоплення гранджем на новий альбом гурту чекали з особливим інтересом.
Відразу після виходу Dirt опинився на шостій позиції у хіт-параді Billboard 200. Він був тепло прийнятий музичною спільнотою і незабаром отримав платинову сертифікацію RIAA. Альбом став серйозним кроком уперед у порівнянні з попередньою роботою Alice in Chains: складнішим і заплутанішим, що містить нестандартні розміри та хитромудрі мелодії. На музичну складову, за яку відповідав гітарист Джеррі Кантрелл, суттєво вплинули хард-рокові колективи кінця 1960-х — початку 1970-х років (Black Sabbath, Led Zeppelin). Однак основна увага була прикута до відвертих текстів вокаліста Лейна Стейлі, який проходив курс лікування від героїнової залежності. Альбом був наповнений алюзіями до згубної пристрасті Стейлі та всупереч прагненню музикантів оголити всі жахи наркозалежності багатьма сприймався як пропаганда наркотиків.
Пізніше з'ясувалося, що вокаліст Лейн Стейлі так і не зміг подолати потяг до героїну, через що гурт перестав гастролювати та фактично припинив існування. 2002 року фронтмен був знайдений мертвим у власному будинку після передозування героїну та кокаїну. Після смерті Стейлі платівка набула ще зловіснішого та більш пророчого характеру. За Dirt закріпилася репутація одного з найщиріших, найпохмуріших та депресивних концептуальних рок-альбомів сучасності. Пластинка вважається класичним альбомом гранджу, який суттєво вплинув на становлення та розвиток жанру.

## Історичний контекст

### Розквіт гранджу

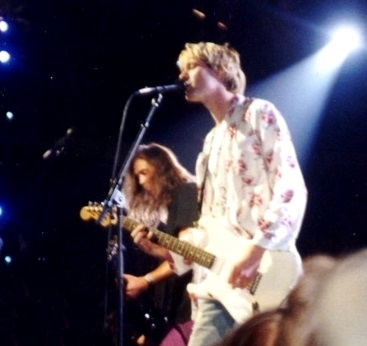
Кріст Новоселіч і Курт Кобейн, музиканти гурту Nirvana, що випустив у 1991 році альбом Nevermind, який досяг вершини хіт-параду Billboard.

У 1989 році сіетлський рок-гурт Alice in Chains, добре відомий на регіональній сцені, підписав контракт з великим лейблом Columbia Records, який прагнув зміцнити позиції серед поціновувачів хард-року. Дебютна платівка гурту Facelift вийшла у 1990 році, привернула увагу музичних критиків і змусила говорити про Alice in Chains як про «нових Black Sabbath». Концертний тур по США та Європі спільно з Extreme, Іггі Попом та відомими треш-метал-командами додав гуртові шанувальників. 1991 року відбулася знакова для Alice in Chains подія: кліп «Man in the Box» сподобався менеджерам музичного каналу MTV і потрапив в активну ротацію на телебаченні. Продажі дебютного альбому стрімко зросли і восени 1991 року він отримав «золотий статус» RIAA. Відеокліп «Man in the Box» був номінований на премії MTV Video Music Awards та «Греммі», а Facelift був визнаний найкращим дебютним альбомом та найкращим рок-записом року.
Популярність Alice in Chains відкрила дорогу іншим колективам із Сіетлу. Локальна андеграундна сцена наприкінці 1980-х років була зосереджена навколо незалежного лейбл Sub Pop, що випускав платівки місцевих виконавців, таких як Nirvana, Soundgarden та Screaming Trees. Alice in Chains залишалися осторонь цього руху, відразу підписавши контракт з великою звукозаписною компанією, проте їхня похмура і депресивна творчість була характерною для місцевої музичної сцени. На хвилі успіху «Man in the Box» великі лейбли звернули увагу і на інші перспективні сіетлські колективи. Звукозаписна компанія Geffen Records спромоглась переманити до себе Nirvana, а у вересні 1991 року вийшов їхній другий альбом Nevermind. Продажі платівки перевершили очікування і в кінці року досягали 400 000 екземплярів на тиждень. Сингл «Smells Like Teen Spirit» не сходив з екранів MTV, змусивши всіх говорити про новий різновид альтернативного року — «грандж».
Музична промисловість переживала швидкі зміни. На зміну представникам класичних стилів рок-музики, таких як хейр-метал, прийшло нове покоління музикантів. Грандж став частиною мейнстриму та почав витісняти інші жанри. На початку 1992 року Nevermind піднявся на вершину чарту Billboard 200, змістивши альбом Dangerous попзірки Майкла Джексона. Окрім Nirvana, в 1992 році на верхніх щаблях американського хіт-параду опинилися сіетлські гуртиPearl Jam зі своїм альбомом Ten (№ 2 Billboard 200) та Soundgarden з платівкою Badmotorfinger (№ 39 Billboard 200). Щодо Alice in Chains, у лютому 1992 року гурт випустив акустичний мініальбом Sap. Платівка була записана за допомогою сіетлських рок-музикантів Енн Вілсон, Марка Арма та Кріса Корнелла, але попри розквіт гранджового руху залишилася практично непоміченою критиками та слухачами.

### Наркозалежність Лейна Стейлі
Зворотним боком популярності стала пристрасть вокаліста Alice in Chains Лейна Стейлі до героїну. Наркотики часто сусідили з музикою і раніше: наприклад, члени Mötley Crüe вживали так званий «пил зомбі», небезпечну суміш кокаїну та снодійного «Хальціон», щоб розслабитися під час виснажливих гастролей. На відміну від кокаїну, популярність якого досягла піку у 1980-і роки, визначальною психоактивною речовиною початку 1990-х став саме героїн. Цей вид наркотику не був новинкою для рок-сцени, але саме гурти із Сіетлу почали вживати його масово. Ізольованість регіону сприяла депресії, яку легко було побороти за допомогою героїну, що викликав почуття ейфорії.
Серед завсідників клубу Music Bank, де зустрілися засновники Alice in Chains Лейн Стейлі та Джеррі Кантрелл, були популярні марихуана, кокаїн та ЛСД. Лейн Стейлі познайомився з наркотиками в 13-річному віці, а коли йому було двадцять, члени музичного гурту Стейлі вперше провели з ним психотерапевтичну інтервенцію. Разом с тим, до героїну Стейлі та більшість музикантів спочатку ставилися негативно. Коли в 1990 році відомий сіетлський вокаліст Ендрю Вуд помер внаслідок передозування, музиканти Alice in Chains були щиро засмучені трагедією і присвятили майбутній альбом його пам'яті. Знайомство Стейлі з героїном відбулося під час туру Alice in Chains із Van Halen. Якось після концерту у вокаліста та його подруги Демрі Перрот скінчився кокаїн; Демрі пішла шукати ще дозу, а повернулась із героїном. Продюсер також звернув увагу на зміни у поведінці Стейлі під час гастрольного туру та відверто поговорив із ним. Фронтмен Alice in Chains був приголомшений славою і засмучувався, оскільки навколишні «вважали його товаром».
Після успіху Facelift менеджмент гурту став дедалі більше турбуватися про стан вокаліста. Коли його сусід по кімнаті Деймон Стюарт влаштувався на роботу в Sony Music A&R-менеджером, співробітники лейблу часто цікавилися, чи вживає Лейн наркотики. Дізнавшись, що Стейлі підсів на героїн, один із менеджерів Alice in Chains Келлі Кертіс покинув гурт: «Ми з Сюзан [Сільвер] працювали з Alice in Chains разом деякий час, але я пішов одразу, як це почалося. Ми втратили Енді [Вуда] через героїн, і з Alice in Chains відбувалося те саме. У мене підростала дочка, і я пам'ятаю, що одного разу Лейн тримав її за руку і відключився. І я подумав, що більше не хочу цим займатися. Він був класним хлопцем і всі вони були чудовими хлопцями, але над ними зависла чорна хмара, і це справді вплинуло на мене. Я це ненавидів». Сюзан Сільвер намагалася переконати Стейлі відмовитися від наркотиків та повернутися до нормального життя. Наприкінці 1991 — на початку 1992 року вона зібрала батька вокаліста, членів гурту та представника лейбла у своєму офісі, щоб провести терапевтичну сесію. Стейлі був здивований, але визнав наявність проблем та погодився на лікування. У той же день він вперше в житті вирушив до реабілітаційної клініки Valley General Hospital в Монро, в якій в 1989 лікувався Ендрю Вуд.

## Робота у студії

### Підготовка та лос-анджелеський бунт
Навесні 1992 року гурт мав лише п'ять закінчених пісень, включаючи «Rooster» і «Dirt», написані під час концертного туру з Van Halen. Демоверсії були записані в студії London Bridge під керівництвом продюсера Ріка Парашара. Музиканти зуміли переконати лейбл, що в них достатньо матеріалу і можна розпочинати запис другого альбому. Наступний місяць музиканти провели в активних репетиціях, спільно працюючи над новими піснями. До зустрічі з продюсером Дейвом Джерденом усі пісні були практично готові, бракувало лише частини текстів та вокальних гармоній. Джердену сподобався матеріал і він погодився розпочати запис.
Джеррі Кантрелл, Дейв Джерден та A&R-менеджер гурту Нік Терцо знаходилися на різних кінцях Західного узбережжя США, тому насамперед вони вирушили на пошуки студії звукозапису. Alice in Chains хотіли залишити рідний Сіетл, щоб відірватися від місцевих спокус. В той самий час, їм не подобався галасливий Голлівуд, де жив Джерден. Гурт і продюсер були згодні розпочати роботу на «нейтральній території», десь між Сіетлом та Лос-Анджелесом, і розглядали Саусаліто як можливий варіант. Вони вирішили оглянути одну з місцевих студій, не розкриваючи імені виконавця, якого репрезентували, але отримали відмову, оскільки приміщення було зарезервовано за іншим артистом. Розглядався також варіант з Skywalker Sound, звукозаписним підрозділом компанії Lucasfilm, що знаходився біля ранчо Джорджа Лукаса за годину їзди від Сан-Франциско, але від нього довелося відмовитися через дорожнечу. Зрештою, Alice in Chains погодилися переїхати до Лос-Анджелеса для роботи в студії One on One. Гурт зняв будинок у горах Малібу і провів останні репетиції перед походом до студії.
27 квітня музиканти та персонал влаштувалися у студії One on One, але вже через два дні були змушені перервати роботу. Суд присяжних Лос-Анджелеса виніс виправдувальний вирок поліціянтам, які побили темношкірого Родні Кінга. Тисячі протестувальників, не згодних із рішенням суду, вийшли на вулиці та влаштували демонстрації, які переросли у масові заворушення та погроми. За першу ніч загинуло четверо людей і сто шість було госпіталізовано. Джеррі Кантрелл опинився в самому центрі подій: «Я купував пиво в магазині, коли туди вдерлося кілька людей і почали грабувати заклад. Потім я застряг у пробці та бачив, як людей прямо на дорозі витягували з машин та били. Це все виглядало досить страшно і, безумовно, вплинуло на загальний настрій альбому». Члени Alice in Chains спостерігали за подіями на великому телевізорі в студії, просто під час запису своїх партій. Робота була припинена на тиждень, поки заворушення у місті не припинилися.

### Використане обладнання
Звукоінженером альбому став Браян Карлстром, який співпрацював із Дейвом Джерденом та Alice in Chains під час запису дебютної платівки. Тоді Джерден залишився задоволений результатом та запропонував інженеру постійну роботу у своїй студії. Одним з перших спільних проєктів став альбом альт-рок-гурту Mary's Danish. Карлстром прагнув проявити себе якнайкраще та здивувати продюсера. Він налаштував звучання гітар за допомогою обладнання маловідомої компанії Summit Audio. Джерден залишився настільки вражений результатом, що змусив використовувати таку схему для запису гітарних партій і надалі. Оскільки бюджет другого альбому Alice in Chains був досить великий, Карлстром вирішив використати обладнання Summit по максимуму. Він орендував понад тридцять найменувань лампових підсилювачів, компресорів та еквалайзерів, перевірив, як вони будуть взаємодіяти з музичними інструментами та мікрофонами, і вибрав оптимальний варіант.
Запис пісень та інструментів проводився за допомогою мікшерного пульта SSL 4000. Партії ударних записувалися шляхом змішування прямого сигналу з мікрофонів, спрямованих на барабанну установку, а також багатосмугової акустичної системи, яка зазвичай застосовується не в студії, а під час живих виступів. До того ж з боків установки знаходилися 33-дюймові кевларові басові динаміки. Карлстром оточив барабани цілим набором мікрофонів, зокрема, Shure SM57 і AKG C451 для робочого барабана, Altec 663A (так звана «сільничка») для бас-бочки, Sennheiser MD 421 і SM57 для том-томів, Neumann U87 над установкою, AKG C24 у самому верху; з обох боків стояли два Neumann M50, а за п'ять метрів навпроти бас-бочки — конденсаторний Neumann U47 FET.
Басовим партіям було відведено три доріжки. Перша містила сигнал, пропущений через класичний басовий підсилювач Ampeg SVT; друга була віддана під педаль ефектів SansAmp виробництва Tech 21; на третій записувався сигнал з лампового підсилювача із вбудованим хорус-ефектом. Партіям ритм-гітари виділялося в середньому шість доріжок, окремо для лівого та правого каналу, а також для кожної із гітар Джеррі Кантрелла. Для отримання гітарного звуку використовувалися подвійний випрямляч, підсилювачі Bogner Fish та Hafler, кабінети Marshall, а також мініатюрний гітарний підсилювач Rockman для навушників, розроблений Томом Шольцем з Boston. Для сольних партій гітари застосовувався підсилювач Matchless EC-30, а також стоватний Marshall 1971 року випуску. Вокальні партії Стейлі записувалися за допомогою мікрофона Neumann M49, а гармонії Кантрелла — на Telefunken 251 із використанням лампових підсилювачів, компресорів та еквалайзерів Summit.

### Відновлення запису та його особливості
Робота у студії One on One відновилася після припинення заворушень у Лос-Анджелесі на початку травня 1992 року. Студійні приміщення використовувалися як і під час запису Facelift: музиканти грали разом у великій кімнаті, але гітарні та басові підсилювачі знаходилися в окремих приміщеннях, а вокаліст розташовувався у власній кабінці. Однією з перших записувалася пісня «Sickman», яка повинна була прискорюватися в процесі виконання. Дейв Джерден наказав Карслтрому взяти півтора такту барабанної партії та розмножити їх по всій пісні, поступово збільшуючи швидкість. Звукоінженер займався нарізкою та копіюванням магнітної стрічки протягом двох днів, щоб досягти потрібного результату. Як з'ясувалося, Джерден використовував подібний метод раніше під час роботи над альбомом Браяна Іно.
З самого початку у Джердена виник конфлікт з Майком Старром. Бас-гітарист зажадав, щоб до Лос-Анджелеса прилетів власник сіетлського музичного магазину Іван Шили, який допомагав йому при записі Facelift. Це сталося наступного дня після початку лос-анджелеського бунту, тому Шилі відмовлявся летіти в охоплене заворушеннями місто, і погодився лише після телефонного дзвінка менеджера Келлі Кертіса. Коли він прилетів до Старра, той забув зустріти його в аеропорту, розважаючись з черговою дівчиною у себе в номері. Шилі розлютився і поставив бас-гітаристу ультиматум: або той зав'язує з наркотиками та розвагами, або Шилі негайно відлітає. Майк погодився, і вони разом почали слухати демозаписи пісень, щоби придумати басові лінії. Шилі згадував: «Я дивився на пісні так, ніби це не я їх гратиму, а хтось інший… Уявляв, ніби я Джон Пол Джонс, який записує перший альбом Led Zeppelin». Шилі пройшовся зі Старром по всіх піснях, окрім уже готової «Would?», і створив басові партії, спираючись на творчість Led Zeppelin та Black Sabbath. Шилі та Джерден також запрограмували педаль ефектів, визначивши звучання бас-гітари на альбомі. Гурт хотів, щоб Шилі залишився на цілий місяць, але він залишив місто через тиждень.
Гітарні партії записувати було найпростіше, оскільки Джеррі Кантрелл написав більшість пісень і знав їх від початку до кінця. Він по черзі грав партії для лівого та правого каналу на двох інструментах: електрогітарі G&L Rampage з використанням підсилювача Bogner, а також на Gibson Les Paul, пропущеному через Marshall. Для отримання «транзисторного» звучання гітари, яке можна іноді почути на альбомі, використовувався підсилювач Rockman і невелика десятидюймова колонка. Акустичні партії були виконані на класичній гітарі, а також шести- та дванадцятиструнних гітарах Taylor. Серед іншого обладнання Кантрелл віддав перевагу старим педалям Vox, фленджер, а також «квакушці» Dunlop CryBaby, сконструйованій спеціально для Джимі Гендрікса і Джеффа Бека. Після кожного з дублів Кантрелла Джердену та Карлстрому нічого не залишалося, окрім як переглядатися та ствердно кивати. Звукоінженер згадував: «[Кантреллу] потрібно не більше чотирьох дублів для кожного з соло на альбомі. За перші кілька спроб він визначався, що хоче зіграти, після чого бездоганно виконував свою партію».

### Вокальні партії Стейлі та Кантрелла
Щоб записати партії соло-гітари, додаткові інструменти та вокал, гурт переїхав до студії Дейва Джердена Eldorado Recording. Декілька днів асистент Джердена Аннет Сіснерос переносила матеріал, записаний в One on One, на 48 доріжок у цифровому форматі. Виробництво проходило без проблем, якщо не рахувати інцидент з піснями Лейна Стейлі «Hate to Feel» і «Angry Chair». Під час запису в них були робочі назви «Rock On» і «Rockmanoff», або просто «Rockmanoff I» і «Rockmanoff II», і одного разу Карлстром мало не переплутав плівки й ледь не стер частину вокалу. Тоді ще не існувало програмного забезпечення, що дозволяло легко створювати резервні копії, і все зберігалося на магнітних стрічках. Лише в останній момент Карлстром перевірив плівки та виявив помилку.
Найбільші складнощі виникли під час запису партій Лейна Стейлі. Попри пройдений курс лікування в реабілітаційному центрі, після повернення у нього стався рецидив; вокаліст продовжував вживати наркотики прямо у студії. Джерден звернув увагу, що Стейлі не потрапляв у ноти, і заборонив співати в такому стані. Після чергового невдалого дубля продюсер розгнівано вигнав вокаліста зі студії. Менеджер Сюзан Сільвер спробувала захистити свого підопічного, але Джерден був непохитний. Йому було чхати на те, чим музиканти займаються у вільний час, тільки щоб це не позначалося на результаті. Врешті-решт Джерден зателефонував Стейлі та попросив вибачення, після чого інцидент був вичерпаний.
Вокаліст повернувся до студії після тижневої паузи. Навколишні не знали, чи перестав він вживати героїн зовсім, або утримувався лише напередодні сесій, але голос нарешті став колишнім. Карлстром згадував: «Героїновий наркоман не може просто так взяти та перестати вживати, однак ми нарешті почали отримувати необхідний вокал, причому вокал чудовий, м'яко кажучи». Щоб повністю поринути в атмосферу пісень, Стейлі наказав спорудити всередині студії звуконепроникну стіну, за якою його не було видно. Усередині він влаштував імпровізоване святилище, поставивши перед собою свічки, репродукцію «Таємної вечері» та банку із заспиртованим мертвим цуценям. У таких похмурих декораціях Стейлі записав усі свої партії.
Спочатку записувалися провідні вокальні партії. Лейн Стейлі приходив у студію вже з готовими мелодіями, тому, крім невеликих акцентів, запис не займав багато часу. Усі свої партії Стейлі дублював по декілька разів, тому звукорежисери майже не використовували ефекти при обробці голосу. Обов'язки бек-вокаліста були розподілені між Стейлі та Кантреллом, причому Лейн вважав за краще імпровізувати, вигадуючи допоміжні гармонії на льоту, а Кантрелл готував свою частину заздалегідь і нічого не змінював у процесі співу. На відміну від сесій Facelift, де лідери Alice in Chains були присутні під час виконання партій один одного, при записі вокалу для Dirt вони жодного разу не перетнулися.

### Зведення альбому
Зведення відбувалося за допомогою того ж мікшерного пульта SSL, на якому були записані партії, тому Дейву Джердену та Браяну Карлстрому не потрібно було використовувати додаткове обладнання. Інженери були обмежені 48 доріжками, і час від часу їм доводилося поєднувати треки та стежити, щоб нічого не вибивалося із загального звучання. Карлстром згадував: «Коли Дейв займався зведенням, він фокусувався на еквалайзері. Він мав приголомшливий талант мікшувати записи так, ніби це живий виступ, вдихати в них життя з урахуванням настрою». Для отримання ефекту реверберації використовувалися аналогові пристрої Lexicon 224 та 480, а також цифровий дилей AMS.
Зведення зайняло два тижні. Після цього Аннет Сіснерос вишикувала затверджені пісні в потрібному порядку та надіслала альбом на майстеринг. Єдиним винятком стала пісня «Would?», записана ще раніше як саундтрек до фільму «Одинаки». Дейв Джерден запропонував кілька варіантів зведення, але жоден із них не влаштував гурт. Джеррі Кантрелл вирішив повернутися до студії London Bridge у Сіетлі, де пісня була записана задовго до сесій Dirt, і там було створено остаточний мікс «Would?», що потрапив на альбом.
Коли робота наближалася до кінця, звукоінженер Браян Карлстром відчував гордість за результат. Одного разу він поставив сиру версію «Rooster» своєму асистенту і сказав, що пісня приречена стати хітом. Йому також подобалися «Angry Chair», «Down in a Hole» та «Rain When I Die». Але коли зведення було завершено і Карлстром кілька разів прослухав матеріал, його настрій змінився: йому почало здаватися, що всі пісні звучать однаково і що він провалив поставлене завдання. Звукоінженер очікував, що після виходу альбому його критикуватимуть і ніколи більше не довірять такий серйозний проєкт. Враження Дейва Джердена також були неоднозначними. З одного боку, він визнавав, що альбом став «одним із найкращих моментів у житті». З іншого, він шкодував, що накричав на Лейна Стейлі під час запису, і під кінець студійних сесій його відносини з учасниками гурту зіпсувалися.

## Особливості платівки

### Хард-рокове звучання
На відміну від дебютного альбому Facelift, більшість пісень з якого написав гітарист Джеррі Кантрелл, Dirt став результатом спільної роботи. За місяць до запису у гурту було готово лише п'ять композицій, тому музикантам довелося щодня джемувати на репетиційній базі, щоб придумати ще декілька пісень. У кожного з музикантів, попри різні музичні уподобання, була можливість зробити свій внесок. Навіть Лейн Стейлі, який до цього не брав у руки гітару, записав на чотиридоріжковий магнітофон дві пісні, які сподобалися гурту — «Hate to Feel» та «Angry Chair». Стейлі зазначав, що мелодизм альбому став наслідком змішання стилів та уподобань музикантів: йому подобалися Slayer і Black Sabbath, іншим музикантам — Led Zeppelin або Rush, Джеррі Кантрелл був фанатом гітарної музики. Проте, дарма що спільні репетиції, основним генератором музичних ідей залишався Джеррі Кантрелл. Розповідаючи про роль гітариста у творчому процесі Alice in Chains, Браян Карслтром порівнював його з Пітом Таунсендом, який написав більшість пісень The Who. Сам Кантрелл скромно зазначав, що «Dirt — це найкращий альбом, який я міг зробити з найкращими музикантами з тих, кого я знаю». До того ж Кантрелл не був добре знайомий з теорією музики, гамами та акордами, і більшість пісень була створена «інтуїтивним» шляхом: він вигадував рифи та партії прямо за інструментом і допрацьовував їх у процесі виконання, поки не досягав прийнятного та природного звучання.
Автором та виконавцем більшості гітарних партій залишався Джеррі Кантрелл. Браян Карслтром був вражений майстерністю та впевненістю гітариста: «Очевидно, на альбомі було багато технічно складних моментів, але записувати його [Кантрелла] було найлегше. Його основною перевагою було почуття смаку, тому що він грав мелодії, чого ви не дочекаєтеся від 99 % гітаристів». На Dirt гітари були налаштовані на півтону нижче в порівнянні з класичним «іспанським строєм». Така техніка дозволяла досягати темнішого і похмурішого звучання і використовувалася багатьма рок-гітаристами, включаючи Едді Ван Халена, Джимі Хендрікса і Нуно Бетанкура. Хоча часто лад опускали для спрощення вокальних партій, Кантрелл робив це тільки щоб досягти «примітивнішого» звучання. У трьох піснях, включаючи відкривальну «Them Bones», шоста струна була додатково опущена ще на тон, що давало гітарний лад Drop D♭. Цей засіб Кантрелл запозичив з пісень Van Halen, таких як «Unchained», але він також широко застосовувався іншими сіетлськими виконавцями, включаючи Soundgarden. Гітарні рифи до композицій «Hate to Feel» та «Angry Chair» написав Лейн Стейлі.
Ще на дебютному альбомі Лейн Стейлі та Джеррі Кантрелл демонстрували незвичайну взаємодію провідного соліста та бек-вокаліста. Показовою була пісня «Man in the Box», у приспіві якої голоси Стейлі та Кантрелла спочатку перегукувались, виконуючи рядки по черзі, а потім гармонійно зливались. На Dirt вокальні партії стали ще химернішими. Лейн Стейлі застосовував нову техніку накладання голосу: спочатку виконував заздалегідь підготовлену основну партію, а потім поверх неї імпровізував, додаючи додаткові мелодії, які «чув у своїй голові». Так, пісня «Angry Chair» містить шістнадцять вокальних доріжок, включаючи три для основного голосу, три для додаткового, три для допоміжних гармоній тощо. Ще одну артистичну знахідку Лейн продемонстрував у пісні «God Smack», де його голос тремтить, імітуючи ефект тремоло колонки Леслі. Ніхто з персоналу студії не знав, як вокаліст досяг такого результату, тому що Стейлі не було видно за ширмою. Щодо другого вокалу, Джеррі Кантрелл зізнавався, що шукав натхнення у класичних творах, які виконував у юності у шкільному хорі, починаючи від класичних акапельних робіт XIV століття та закінчуючи творами Бели Бартока. Отримані в результаті вокальні гармонії Кантрелл вважав фірмовою особливістю Alice in Chains.

### Відверті тексти
Джеррі Кантрелл оцінював матеріал як «надпотужний, дуже важкий ліричний контент». Гітарист зазначав, що у проміжку між двома альбомами гурт здійснив настільки ж разючий артистичний прорив, як і Nirvana, що випустила після Bleach свій шедевральний Nevermind: «Dirt, від початку до кінця, це суцільна битва. [Альбом] гарний, примхливий, жодних довбаних обмежень і жодних ударів тишком-нишком. Прекрасний, похмурий і потворний одночасно». Матеріал альбому став набагато похмурішим, ніж Facelift. Кантрелл розповідав: «Ми провели багато самоаналізу під час роботи над альбомом. У ньому дуже багато сильних почуттів. За допомогою музики ми маємо справу зі своїми демонами. Ми очищаємось від нашої отрути, коли граємо музику».
Основною темою альбому стали наркотики, особливо — героїн, та його вплив. Шон Кінні зазначав: «Наркотики брали над нами гору. Ми вживали все, що потрапляло нам у руки, і так багато, скільки могли. І це безперечно почало працювати проти нас. Цей запис … точно описує, що ми робили та через що пройшли. У ньому те, що діялося в наших головах на той час». Текст пісень «Sickman» (англ. Хворий) та «Junkhead» (англ. Наркоман) народився у Лейна Стейлі під час перебування в реабілітаційній клініці. Дейв Джерден зазначав: «Ці пісні прийшли із реального життя. Вони були написані не задля комерційного споживання. Їхній автор проповз дві милі по іржавих лезах. І це відчувається у піснях — занепокоєння, муки, фізичні та душевні страждання». Стейлі був максимально відвертим, його тексти не залишали місця для двоякого тлумачення: «Ми — еліта; укурки, наркомани та виродки», «Висунь руку для справжніх веселощів». Пізніше вокаліст висловлював жаль із приводу надто щирих текстів і пояснював, що не хотів ідеалізувати наркотики в очах шанувальників гурту. Джеррі Кантрелл виправдовував Стейлі: «Ми всі тусувалися разом, тому якщо ви показуєте пальцем на Лейна, показуйте і на нас теж. На жаль, він провідний вокаліст, і він все це вклав у свої пісні. Я завжди вважав це величезною сміливістю та підтримував його. Ми завжди підтримували один одного і йшли разом до кінця, і в доброму, і в поганому».
Решта матеріалу на альбомі не мала відношення до наркотиків. Лейн Стейлі пояснював, що у пісень не було однозначного трактування: «Наше ставлення до своїх пісень… і їх значення змінювалися з кожним днем…, залежно від того, на якому етапі життя чи кар'єри ми знаходилися». Разом з тим, однією з основних тем, що об'єднували ці пісні, були хворобливі взаємини між людьми, погане ставлення до навколишніх, почуття провини й те, як це заважає розв'язанню власних проблем. Написані Джеррі Кантреллом пісні мали дуже особистий характер. Наприклад, «Rooster» був присвячений батькові музиканта, який пройшов війну у В'єтнамі. Цю пісню Кантрелл вигадав ще в 1991 році, коли, тимчасово залишившись без житла, провів кілька тижнів у будинку менеджера Сюзан Сільвер та її чоловіка Кріса Корнелла із Soundgarden. Іншою автобіографічною піснею стала «Them Bones», навіяна спогадами гітариста про свій дитячий страх смерті: «Вона [пісня] трохи саркастична, проте пояснює, як ставитися до того, що всі ми смертні. Кожен із нас колись помре. Замість того, щоб боятися, змиріться з цим і насолоджуйтесь часом, що вам відведено». В цілому, попри похмурість тем, музиканти не хотіли, щоб альбом залишав відчуття приреченості. Основне посилання платівки було протилежним: «Зазирни у вічі своїм страхам і продовжуй жити». Попри те, що платівка записувалася в розпал суспільних заворушень у Лос-Анджелесі, політичний підтекст у ній був відсутній.

### Концепція альбому
Dirt є наполовину концептуальним альбомом. П'ять пісень у другій частині платівки — від «Junkhead» до «Angry Chair» — були збудовані в певному порядку, як частини спільної історії. З усім тим, Кантрелл наголошував, що ці пісні написані не про наркотики, а про те, як змінюється поведінка людини в подібній ситуації. Хоча в перших піснях ліричний герой бачить у вживанні героїну щось позитивне, надалі його світовідчуття змінюється і він розуміє, що припустився помилки, зв'язавшись з наркотиками. Лейн Стейлі підтверджував концептуальний характер альбому, але вибудовував іншу послідовність композицій: «Близько п'яти пісень об'єднуються в спільну історію людини, яка перенесла муки та потрясіння, почала вживати наркотики для полегшення болю і вважала, що зуміла впоратися з проблемами. Під час наступних пісень він наближається все сильніше і сильніше до пекла, і потім з'ясовує, що наркотики не можуть і ніколи не могли полегшити цей біль. Це починається з пісні „Dirt“, потім „Junkhead“, „Sick Man“, „Angry Chair“ та „Hate To Feel“. На наступному виданні вони йдуть одна за одною; ми задумували помістити їх на одному боці у вигляді історії, але звукозаписна компанія облажалась. Ось чому довкола концепції альбому стільки непорозумінь. По суті це ціла історія останніх трьох років мого життя».

#### Перша частина
1. Платівку відкриває пісня «Them Bones», написана про страх смерті. «Одного дня ми просто станемо великою старою купою кісток» — міркував Джеррі Кантрелл. Він хотів показати, що кожна людина, незалежно від віри в існування потойбічного світу, колись помре і все, що з нею відбувалося протягом життя, просто зникне назавжди. Основний риф, написаний у змішаному розмірі 7/8, був написаний ще у 1990 році, під час турне «Битва титанів». Вступ переходить у повільний і важкий бридж, за яким слідує короткий приспів. За словами гітариста, пісня складається з трьох основних частин, а соло є своєрідним «впорскуванням палива», яке повертає слухача назад до приспіву.
2. У пісні «Dam That River» співається про злість на друзів. Кантрелл написав її про Шона Кінні, з яким вони побилися кілька років тому. Під час сварки Кінні розбив об голову гітариста кавовий столик, а Кантрелл помстився, написавши цю пісню. Пізніше він зізнавався, що попри походження композиції, її не варто сприймати буквально: «Хоча більшість текстів мають особистий характер, ми всі ставимося до них по-різному. Кожен бачить у них своє значення, і це круто. Мені це подобається. Я не люблю, коли все дуже конкретно. Іноді краї мають бути розмиті. Не читайте рядки окремо, а дивіться на весь текст, як на картину. Ви бачите, що ви бачите». Як і «Them Bones», ця пісня зіграна у тяжкому гітарному ладі Drop D♭.
3. На відміну від більшості пісень Alice in Chains, які мають одного основного автора, «Rain When I Die» була написана спільно Джеррі Кантреллом і Лейном Стейлі. Під час репетицій лідери гурту посварилися, бо кожен наполягав на своєму варіанті тексту. У результаті вони дійшли компромісу: Кантрелл співав першу половину рядка зі своїм текстом, а Стейлі — другу половину того ж рядка зі своїм, і так далі. Фінальний результат вийшов складеним із двох пісень, кожну з яких «розрубали навпіл»; в одній з них Кантрелл співав про дівчину, в яку був закоханий, а в іншій Стейлі — про подругу, з якою не міг порозумітися. Пісня починається із басової лінії, поверх якої нашаровуються кілька гітарних партій, насичених ефектами wah-wah та гітарними бендами. Основний риф виконується в зниженому гітарному ладі Drop D♭ на відкритій шостій струні та на 15-17 ладах п'ятої струни з використанням тремоло-системи. Вся міць вокалу Стейлі розкривається в приспіві, де він співає «I think it's gonna rain / When I die» (англ. Я думаю, що коли я помру, йтиме дощ).
4. У пісні «Down in a Hole» співається про зіпсовані відносини між близькими людьми. Джеррі Кантрелл присвятив її своїй давній коханій. За його словами, у пісні йдеться про те, що «нам обом важко зрозуміти, що це життя не сприяє успіху тривалих відносин». Це найповільніша та найліричніша композиція з платівки та одна з перших рок-балад, написаних Alice in Chains. Після акустичного вступу і кількох куплетів йде затяжна і похмура кінцівка, в якій дует вокалістів виконує характерні гармонії на тлі гітарного програшу. Джеррі Кантрелл до кінця не був упевнений, що пісня сподобається гурту і потрапить на платівку, але музиканти залишилися в захваті від неї. Щоправда, під впливом загального настрою платівки багато хто сприйняв пісню не як любовну лірику Кантрелла, а як ще один епізод зізнань Стейлі про зловживання наркотиками.
5. Пісня «Sickman» народилася після того, як Стейлі попросив Кантрелла написати «найтемнішу, найдурнішу, офігенну та найважчу річ з усіх можливих». Гітарист написав музику, зібравши докупи кілька рифів, не надто узгоджених один з одним. На подив Кантрелла, Майк Старр і Шон Кінні допомогли доопрацювати пісню і в такому вигляді показали її Лейну Стейлі, а вокаліст вигадав текст, не менш «дурний», ніж музика. По ходу композиції її темп, розмір та загальний настрій змінюються кілька разів, від різких та важких гітарних рифів на початку до спокійного та неквапливого завершення.
6. Пісня «Rooster» написана і названа на честь отця Кантрелла, який брав участь у В'єтнамській війні; його фронтовим прізвиськом було «Задирака». У пісні зображені почуття солдата, який пройшов через всі жахи війни й вижив. Попри те, що Кантрелл-старший вважав за краще не обговорювати цю тему з сином, пісня йому сподобалася, хоча він і зазначав, що нікому не побажав би пройти через те, що довелося спробувати самому. Пісня написана про неусвідомлений вплив сім'ї та батьків та пов'язане з цим почуття провини. На тлі інших композицій платівки, пронизаних відчуттям приреченості, «Rooster» виділяється своїм оптимізмом щодо долі головного героя. Пісня починається з акустичного вступу і вокалу Джеррі Кантрелла, але до приспіву перетворюється на епічний твір з похмурим і насиченим звуком електрогітар.

#### Друга частина
7. Друга половина платівки починається з пісні «Junkhead», першої з композицій, присвячених наркозалежності. «Все починається з наївного ставлення до наркотиків у „Junkhead“, начебто наркотики — це здорово, секс — це чудово, рок-н-рол і таке інше! Але потім це прогресує і ти починаєш усвідомлювати, чим це є насправді, і що все не так, як здавалося спочатку» — пояснював Джеррі Кантрелл. Стейлі зізнавався, що пісня була написана в той період, коли наркотики йому дійсно допомагали та не шкодили кар'єрі, ні стосункам. Фраза «Junk Fuck», що звучить на початку композиції, належить Шону Кінні; її випадково записали в студії та вирішили залишити на альбомі. «Junkhead» стала однією з найобговорюваніших пісень з Dirt, тому що у відриві від загальної концепції її часто сприймали як прямий заклик до вживання наркотиків.
8. Музику до пісні «Dirt» Джеррі Кантрелл написав ще за півтора року до запису, під час концертного туру на підтримку Facelift. Лейн Стейлі додав текст, який адресував своїй дівчині: «Ця пісня про стосунки з людиною, яка злилася на мене і поводилася зі мною, як із лайном. Схоже, пісня стала єдиним способом донести до неї проблему та пояснити, як я почуваюся. Але пісня також і про те, як погано я ставився до цієї людини». Композиція містить метафори самогубства та поховання живцем, тому іноді вважалася проявом агонії головного героя, чиє життя було зруйноване наркотиками, через що він хоче померти.
9. У пісні «God Smack» протагоніст починає усвідомлювати, що не може впоратися зі своїми проблемами самостійно. Пісня була написана в розпал захоплення Лейна Стейлі героїном і розповідала про всі божевільні речі, що відбувалися з ним. Джеррі Кантрелл назвав цей період у житті «чарівним та нестримним часом». Відвертий текст не залишав сумнівів у тому, що саме рухало музикантами при створенні альбому, а з урахуванням подальшої долі Лейна Стейлі і сприймався як дуже точний і пророчий: «What in God's name have you done? / Stick your arm for real fun / So you sickness weighs a ton / And God's name is smack for some» (англ. Що ти зробив в ім'я Бога? Витягни руку для справжніх веселощів. Тепер твоя хвороба важить цілу тонну і в Бога лише одне ім'я - "героїн"). У пісні звертали увагу на важливий аспект залежності: наркотики стають подібні до релігії, і їм поклоняються, як Богові. Різке і скрегочуче звучання гітар, що зображало болісний стан наркомана, було характерним для сладж-металу, розквіт якого припав на першу половину 1990-х.
10. 43-секундна інтерлюдія була створена на базі гітарного рифу, який дратував усіх членів гурту; Кантрелл записав її, пообіцявши більше ніколи не грати цей риф. Вокальну партію з текстом, що є відсиланням до себбетівської «Iron Man», виконав Том Арая.
11. «Hate to Feel» стала однією з двох пісень, музику і слова до яких написав Лейн Стейлі. Джеррі Кантрелл описував її як важку гітарну композицію з відвертим текстом: «Ми не займаємося дурницями, коли пишемо музику, а змушуємо один одного вголос говорити про те, що потрібно говорити. Ми завжди повністю за те, щоб не тримати це в собі». В цей момент ліричний герой повністю усвідомлює, що він помилився, зв'язавшись із наркотиками. Якщо раніше героїн дозволяв йому почуватися щасливим і вільним, то тепер герой пісні повністю залежить від нього. Пісня починається з гітарного рифу, що нагадує зепеліновську «Dazed and Confused»; Джеррі Кантрелл визнавав вплив британського рок-гурту, але вважав це не прямим запозиченням, а натхненням. «Hate to Feel» постійно перемикається з простих неквапливих акордів куплета до різкого та уривчастого куплету, що створює нестійке, тривожне відчуття. На думку Філіпа Уайлдінга (Classic Rock), пісня влучно показувала стан Стейлі, «отруєного, змученого та озлобленого на власні жалюгідні невдачі».
12. Завершує концептуальну історію пісня «Angry Chair», в якій слухач ще раз усвідомлює всі жахи наркозалежності. Її автором також став Лейн Стейлі, і Кантрелл дуже пишався тим, що його друг виріс як композитор та гітарист. Нехитрі акорди лише підкреслювали помилки основного героя і відсутність надії на зцілення. Гітарне соло в «Angry Chair» Кантрелл вважав однією зі своїх найгірших робіт, але гурт переконав його, що воно ідеально підходить похмурому настрою пісні. Зазвичай під час запису своїх партій Кантрелл спочатку деякий час імпровізував, щоб потім вибрати правильний варіант і зіграти його, однак у цьому випадку Лейн Стейлі наполіг на тому, щоб у фінальну версію потрапив перший дубль. На думку гітариста, соло створює враження «втрати рівноваги, ніби падаєш зі сходів і приземляєшся на ноги».
13. Кінцева пісня альбому «Would?» присвячена вокалісту гурту Mother Love Bone Ендрю Вуду, який помер від передозування героїну в 1990 році. Кантрелл часто спілкувався з Вудом, тому був засмучений тим, що після його смерті багато незнайомих людей засуджували його спосіб життя. Гітарист вважав, що можна жалкувати про те, як люди розпоряджаються своїм життям, але їх не можна звинувачувати. «So I made a big mistake / Try to see it once my way» (англ. Так, я припустився великої помилки. Але спробуйте хоч раз подивитись на це моїми очима) — співає Стейлі. Композиція будується навколо партії бас-гітари, до якої приєднуються ритм-гітара, що звучить на чистому звуку, і соло-гітара з ефектом «дисторшн». До спокійного голосу Кантрелла в куплеті додається вищий вокал Стейлі, який у приспіві перетворюється на відчайдушний крик. Завершується пісня — а з нею і весь альбом — раптово, на тривожному і неспівзвучному акорді D7♯9, пам'ятному за вступом до пісні Cream «I Feel Free». Згодом ця мелодійна пісня, не притаманна Alice in Chains через свій оптимізм і життєрадісність, стала однією з візитівок гурту.

#### Не увійшло до альбому
До альбому не увійшла композиція «Fear the Voices», написана Майком Старром. Як і «Would?», а також більшість матеріалу з акустичного мініальбому Sap, вона була створена для фільму «Одинаки». Режисер Кемерон Кроу не використав цю композицію в саундтреку, але Старр наполягав, щоб вона потрапила на другий повноцінний альбом гурту. Дейв Джерден витратив на «Fear the Voices» чи не найбільше студійного часу, проте Шону Кінні та Джеррі Кантреллу пісня не подобалася. Вона так усім набридла, що її прозвали «мертвою мишею Майка Старра». «Уявіть, що дитина приносить до школи мертву мишу, показує її всім, доглядає її, а вона настільки брудна та огидна, що ніхто не хоче більше дивитися на неї» — згадував продюсер. Зрештою, хоча пісня і була записана, до альбому вона не потрапила. Лише в 1999 році вона була опублікована в збірці Alice in Chains Music Bank: Джеррі Кантрелл зізнавався, що пісня була непоганою, але не відповідала похмурому настрою Dirt.

## Випуск та просування

### Альбом та сингли
Перша з пісень Dirt — «Would?» — увійшла в саундтрек до романтичної комедії Кемерона Кроу «Одинаки» — Singles: Original Motion Picture Soundtrack, що вийшов наприкінці червня 1992. Окрім неї на платівці були представлені пісні інших сіетлських виконавців, включаючи Pearl Jam, Mother Love Bone, Soundgarden, Mudhoney та Screaming Trees. Альбом вийшов на тлі домінування Nevermind Nirvana і Ten Pearl Jam в американських чартах і давав ширше уявлення про музичну сцену Сіетла. Платівка стала одним з саундтреків 90-х років, що продавались найкраще. 9 жовтня 1992 року альбом отримав «платиновий» статус RIAA, а 10 жовтня досяг шостої позиції в чаті Billboard 200. Пісня «Would?» також вийшла окремим синглом і 19 вересня 1992 досягла 31-го місця в чарті Hot Mainstream Rock Tracks.
Альбом Dirt вийшов на лейблі Columbia Records в останній тиждень вересня. 17 жовтня 1992 він з'явився в чарті Billboard 200 і одразу потрапив у верхню десятку, де вже знаходилися Ten Pearl Jam і саундтрек до «Одинаків». Dirt стартував з шостої позиції та залишався в американському хіт-параді протягом 102 тижнів. До 9 грудня 1992 року було продано більше мільйона екземплярів, що зробило платівку платинової за версією RIAA. Протягом наступних років альбом став «чотири рази платиновим» у США (24 травня 2000 року було продано понад чотири мільйони копій), «платиновим» у Канаді та «золотим» у Великій Британії.
На підтримку альбому вийшло п'ять синглів, кожен із яких супроводжувався виходом відеокліпу. Окрім «Would?», що вийшов ще влітку 1992 року, Alice in Chains випустили сингли «Them Bones», «Angry Chair», «Rooster» та «Down in a Hole». Найвищих позицій у чарті Hot Mainstream Rock Tracks досягли «Rooster» (7-е місце, 24 квітня 1993 року) і «Down in a Hole» (10-е місце, 11 грудня 1993 року).
У 1993 році Alice in Chains були номіновані на «Греммі» в категорії «Найкраще хард-рокове виконання», але поступилися Red Hot Chili Peppers з піснею «Give It Away». Проте, відеозапис виконання пісні «Would?» з фільму «Одинаки» здобув премію MTV Video Music Awards у номінації «Найкраще відео з фільму».

### Обкладинка
Автором обкладинки став Рокі Шенк, який працював із гуртом з часів Facelift. Фотограф був присутній у студії в перший робочий день, 27 квітня, а через два тижні — 7 травня — прийшов ще раз, щоб послухати готовий матеріал. Музиканти вже тоді почали обговорювати можливі варіанти обкладинки. Їм сподобалася ідея з оголеною жінкою, наполовину похованою серед пустелі, ще живою чи вже мертвою. Після цього почався вибір фотомоделі. Рокі Шенк запропонував спробувати Мерайю О'Брайен, яку він знімав для обкладинки синглу «Bitch School» пародійного рок-гурту Spinal Tap, і гурт затвердив її кандидатуру. Знімання відбулося 14 червня 1992 року в голлівудській студії Рокі Шенка. Спеціально для цього на підлозі було створено декорації, що імітують пустелю, а також мініатюрні гори, вирізані на фоні із застиглої піни. У середині конструкції, що височіла на дерев'яних ящиках, був зроблений виріз для моделі. У Мерайї О'Брайен була коротка зачіска, тому їй підібрали потрібну перуку. Коли сесія була закінчена, О'Брайєн залишила своє місце, залишивши перуку лежати на колишньому місці. Шенк не втримався і зробив кілька кадрів на тому ж фоні, з волоссям, що самотньо лежало навколо отвору в «пустелі»; одна з цих фотографій потрапила в бокс-сет Music Bank, що вийшов 1999 року.
Після виходу альбому багато хто думав, що на обкладинці зображена подруга Лейна Стейлі Демрі Перрот. Ці чутки дратували її, оскільки доводилося виправдовуватися, що на обкладинці зображена інша дівчина. «Іноді люди вірили їй, іноді ні. Вона була б рада, якби гурт обрав актрису, не настільки схожу на неї, але вони поставили її в безглузде становище і їй було дуже прикро» — згадувала мати Демрі Кетлін Остін. На питання про зміст обкладинки Dirt, Джеррі Кантрелл відповідав: «Ви можете запитати кожного з нас чотирьох, що вона означає, і отримайте різні відповіді». Лейн Стейлі вважав, що обкладинкою він помстився дівчині, про яку написано однойменну пісню. «По суті, вона поховала мою дупу, тому модель на обкладинці — це зображення цієї дівчини, яку засмоктало в бруд замість мене. Там зображена її точна копія, хоча ми не робили це навмисно. Взагалі, я був досить злий, коли побачив обкладинку вперше, і вона теж. Це було так реалістично, що навіть страшно» — пояснював Стейлі.
Музичні оглядачі звернули увагу на те, що обкладинка добре відповідала загальному настрою альбому. Стів Хьюї з AllMusic порівнював похмурий зміст альбому з «потрісканим, примарним пейзажем», зображеним на фотографії. В журналі Classic Rock альбом назвали «нескінченно безрадісним» у всіх компонентах, включаючи текст, музику та обкладинку. Нарешті, описуючи знімки Шенка, в журналі Revolver зазначили, що жодна з його попередніх робіт з Alice in Chains, включаючи обкладинку Facelift та кліп «We Die Young», не була настільки ж «жахливою та їдкою», як фотографії, зроблені для Dirt.

### Відеокліпи
Перший відеокліп був знятий на пісню «Would?», написану спеціально для фільму «Одинаки». Режисером став Джош Тафт, вже відомий гурту по роботі над концертним відео Live Facelift. 29 травня 1992 року музиканти Alice in Chains залишили студію на кілька днів, щоб взяти участь у зніманні в Сіетлі. Відеокліп містив чорно-білі псевдодокументальні кадри, зняті на тлі постера «Одинаків», а також кольорові фрагменти виступу Alice in Chains в місцевому клубі Under the Rail. Майку Старру підібрали білу бас-гітару Spector, схожу на його особистий інструмент, що залишився у студії у Лос-Анджелесі; також довелося з'єднати два ремені, щоб бас-гітара висіла на рівні колін. Джеррі Кантрелл грав на коричневій електрогітарі Gibson Les Paul, а не на звичній G&L Rampage, яку можна побачити у фільмі. Лейну Стейлі було недобре: в розпал фільмування він залишив майданчик, щоб нібито нагодувати свою кішку, але всі розуміли, що йому потрібна чергова доза. У Тафта залишилися змішані враження: «Це була не найприємніша ніч у моєму житті… Зовсім не схоже на те, як ми працювали раніше [над Live Facelift], ніби вся їхня наївність кудись пішла, все стало складніше… Я вважав Джеррі своїм другом і бачив, з чим йому доводилося стикатися, щоб рухатися вперед. Пам'ятаю, мені було трохи шкода, адже все виглядало так, що це продовжиться в тому ж дусі».
Режисером наступного відеокліпу став Рокі Шенк, автор обкладинок альбомів Facelift та Dirt, а також режисер відеокліпу «We Die Young». Ознайомившись з матеріалом, Шенк придумав концепцію кліпу до пісні «Them Bones». За сюжетом гурт грав в печері, а виступ музикантів супроводжувався документальними кадрами диких тварин, що б'ються. Фільмування відбулося 18 серпня 1992 року. Режисер хотів досягти прискореного руху камери, щоб підкреслити агресивний настрій пісні. Для цього музиканти виступали під фонограму, сповільнену вдвічі, тоді як камера рухалася зі звичайною швидкістю. Запис відбувався з частотою 12 кадрів за секунду, а знятий матеріал монтувався з частотою 24 кадри за секунду. В результаті на екрані гурт виступав у звичайному темпі, але камера рухалася вдвічі швидше, ніж звичайно. «Гурт видав відмінний виступ і Лейн був надзвичайним» — згадував Шенк.
У грудні 1992 року вийшов кліп на пісню «Angry Chair». Його зняв Метт Мехурін, який раніше працював з Black Crowes («She Talks to Angels»), Queensryche («Silent Lucidity») і Metallica («The Unforgiven»). У центрі кліпу, витриманого у жовто-зелених та синіх тонах, знаходиться фігура Лейна Стейлі, що сидить на високому стільці. Відеоряд містить зображення порожнього стільця, охопленого полум'ям. Цією роботою співпраця Метта Мехуріна з Alice in Chains не обмежилася і в 1994 році він зняв відеокліп «No Excuses».
Наприкінці 1992 року представник Alice in Chains звернувся до Марка Пеллінгтона з пропозицією зняти кліп на пісню «Rooster». У той час на екранах MTV панував його відеокліп «Jeremy», знятий для Pearl Jam, який користувався великою популярністю. Режисеру розповіли, що пісня має особистий характер для Джеррі Кантрелла, і запропонували з ним зустрітися. З'ясувалося, що Пеллінгтон і Кантрелл мали багато спільного: у режисера теж були непрості стосунки з батьком, який боровся з хворобою Альцгеймера. Пеллінгтон запропонував зняти не просто відеокліп, а короткий художній фільм, додавши виступ гурту, історичні кадри та сучасну реконструкцію бойових дій у В'єтнамі, а також чорно-біле інтерв'ю з батьком Джері Кантрелла. Звукозаписна компанія виділила немалий бюджет — близько 250 тисяч доларів, яких вистачало на кілька днів. Режисер вирушив до Оклахоми і записав інтерв'ю з обома Кантреллами, батьком та сином. Для знімання сцен битв були залучені кінематографісти, які працювали з Олівером Стоуном та Майклом Беєм, військовий консультант і навіть актор-ампутант. Під час запису виступу Alice in Chains стався інцидент з Лейном Стейлі: той був напідпитку і хотів одягнути ковбойський капелюх, що не в'язалось з атмосферою відео; Пеллінгтонові ледве вдалося вмовити вокаліста змінити головний убір на темні окуляри, в яких він виглядав би круто і зловісно. Кліп вийшов у березні 1993 року. Попри велике значення пісні для лідера гурту, відеокліп не мав особливого успіху на MTV. Джеррі Кантрелл припускав, що причиною стала тема війни у В'єтнамі, занадто серйозна для розважального каналу.
Останній відеокліп на підтримку альбому Dirt вийшов на пісню «Down in a Hole» у серпні 1993 року. Режисером став Найджел Дік, відомий по роботі з Black Sabbath, Guns N' Roses та Def Leppard. На відміну від попередніх робіт Alice in Chains, цей кліп вийшов простим та прямолінійним і не містив фрагментів виступу гурту. За сюжетом музиканти, зокрема Майк Айнез, який замінив Майка Старра, прогулюються пустельним шахтарським містом, заходять до будинків і закладів, спілкуються з місцевими мешканцями. Наприкінці кліпу на екрані по черзі з'являються слова «THIS FACILITY CANNOT ACCEPT: DIRT» (англ. Ця установа не приймає бруд).

## Концертний тур
Після закінчення запису альбому Alice in Chains вирушили в концертний тур на підтримку Dirt разом із сіетлським гуртом Gruntruck. Дарма що добрі враження від виступів на розігріві у Van Halen, музиканти були щасливі нарешті виступати в ролі хедлайнерів, а не «аперитиву перед основною стравою». Перші концерти відбулися з 23 серпня по 5 вересня 1992 року у невеликих містах на Північному Заході США. «Тур по лайнових містах», як його назвали музиканти, проходив без зайвого пафосу: кожен гурт мав один фургон і мінімальну кількість обладнання. Музиканти швидко потоваришували та влаштовували один одному розіграші. На одному з концертів хлопців з Alice in Chains обсипали ґрунтом для рослин, купленим у господарському магазині, тому їм довелося не просто співати про «Бруд», але й буквально випльовувати його з рота. За межами сцени члени обох колективів разом напивались і бешкетували, як і належить рок-зіркам. Джеррі Кантрелл полюбляв телефонні розіграші та ночами набирав випадкові номери, знайдені в телефонній книзі. У Б'юті Кантрелл разом зі Скоттом Маккаллумом із Gruntruck наловили форелі, а після наступного концерту в Міссулі вдерлися до чужого будинку, щоб її приготувати. Знаючи пристрасть Майка Старра до молодих шанувальниць, одного разу друзі почали стукати у двері номера, видаючи себе за менеджера готелю та батька чергової подруги, чим сильно налякали бас-гітариста. Барабанщик Шон Кінні виділявся агресивною поведінкою та став «класичним руйнівником готельних номерів». Якось у Бозмені до готелю навіть приїхала поліція, щоб заспокоїти музикантів. Коли всіх розігнали по номерах, Кінні пройшов коридором з пляшкою пива, ретельно заливаючи алкоголь у кожен зі світильників бра, так що через кілька секунд ті вибухали в нього за спиною. Іншого разу він став на стілець і помочився в візок з десертами, що стояв посеред їдальні. Усі хуліганські витівки Кінні списував на Стіва, своє галасливе і деструктивне alter ego: «Це був не я. Це все Стів». З іншого боку, Шон допоміг барабанщику Gruntruck Скотту Рокуеллу: він дозволив використовувати свою ударну установку на концертах і звів музиканта зі своїми знайомими з музичної індустрії, після чого Рокуелл став ендорсером Drum Workshop, Vic Firth, Sabian і отримав новий комплект барабанів та обладнання.
12 вересня 1992 року Alice in Chains разом з Pearl Jam виступили в Лос-Анджелесі на прем'єрі фільму «Одинаки», в якому зіграли невеликі ролі-камео. Після цього гурт продовжив гастролі, виступаючи на розігріві у Оззі Осборна під час прощального туру No More Tours. Після виходу Dirt публіка приймала Alice in Chains більш привітно, чекаючи на виконання «Man in the Box» та нових хітів. На відміну від концертів із Gruntruck, де музиканти утримувалися від важких наркотиків, у турі з Оззі Майк Старр приохотився до героїну. Один раз бас-гітарист помилково випив розчинник, який використовувався для очищення шприців, прийнявши його за воду; через це довелося скасувати кілька виступів. Ще більше проблем виникло, коли Лейн Стейлі після шоу в Оклахомі вирішив покататися на триколісному позашляховику і зламав ліву ногу. Йому довелося провести кілька тижнів у гіпсі, виступаючи на концертах на милицях, в інвалідному візку або сидячи на дивані в середині сцени. Проте Стейлі не збирався призупиняти турне: «Я ж не звернув собі шию, тому ми не маємо виправдань, щоб не виступати». На концертах вокаліст викладався на повну та іноді навіть дозволяв собі пірнати в натовп шанувальників прямо в гіпсовій пов'язці. Гурт сприйняв інцидент з гумором і випустив офіційну футболку Alice in Chains з рентгенівським знімком зламаної ноги. Стейлі не приймав наркотиків у турі з Оззі, але на концертах стосувався цієї теми неодноразово. Так, у жовтні 1992 року в Далласі він назвав одну з композицій «піснею про безнадійного грьобаного наркомана», а під час виконання «God Smack» вдавав, що робить укол за допомогою мікрофона.
13 листопада 1992 року Alice in Chains розпочали другу частину туру з Gruntruck, під час якої до них приєдналися Screaming Trees. Ці виступи суттєво відрізнялися від туру двомісячної давності. Гурти зупинялися в великих містах, виступали в престижних залах і подорожували з повними дорожніми командами на декількох автобусах і вантажівках. На відміну від Gruntruck, які були раді нагоді виступати перед великою аудиторією, члени Screaming Trees поставилися до виступів з Alice in Chains більш насторожено. «Якщо відправити в дорогу алкоголіка з наркоманом, то коли закінчиться тур, ви отримаєте двох наркоманів», — пояснював менеджер Screaming Trees Кім Уайт. Найгірші побоювання підтвердилися, бо Лейн Стейлі та вокаліст Screaming Trees Марк Ланеґан серйозно підсіли на героїн. Gruntruck швидко відчули різницю у поведінці своїх друзів з Alice in Chains, адже на зміну алкоголю з першої частини туру прийшли наркотики. Також, попри щиру любов до Демрі Перрот, Лейна Стейлі неодноразово бачили з шанувальницями. За словами барабанщика Баррета Мартіна, цей тур був «найбільшою помилкою гурту [Screaming Trees]». За кілька тижнів Марк Ланеґан опинився у лікарні; його нога розпухла, і з'ясувалося, що він отримав зараження крові. Ще одне шоу в Парижі довелося скасувати через передозування Стейлі: вокаліст не з'явився на виступ, і персоналу довелося заспокоювати розлютовану публіку, жбурляючи в натовп компакт-диски та футболки гурту. Захоплення героїном стало настільки серйозним, що Сюзан Сільвер довелося приставити до Лейна Стейлі персонального охоронця, щоб вокалісту було складніше дістати наркотики.

## Перша реакція
На другу повноформатну платівку Alice in Chains музична громадськість чекала з нетерпінням. У проміжку між першим і другим альбомом гурту вийшли номерні роботи Nirvana, Pearl Jam і Soundgarden, кожна з яких відразу після виходу міцно влаштувалася в національних хіт-парадах, так що новий альбом Alice in Chains мав усі передумови, щоб стати популярним. Акустичний міньйон Sap, виданий Alice in Chains навесні 1992 року, залишив по собі більше запитань, ніж відповідей, оскільки був кардинальним відхиленням від хеві-металевого стилю. Попри це, перший сингл з нового альбому «Would?», що вийшов разом із саундтреком до фільму «Одинаки», довів, що гурт повернувся до «металевих» коренів.
Критики тепло прийняли альбом, вважаючи його суттєвим кроком уперед у порівнянні з Facelift. На тлі свого досить «прямолінійного» попередника Dirt виглядав складнішим і заплутанішим, оскільки містив нестандартні музичні розміри та хитромудрі мелодії, що різко контрастували з попередньою роботою. Крім музичної зрілості, тексти пісень також стали меланхолійнішими та похмурішими. «Не те щоб остання робота Alice, Facelift, була схожа на похід у парк розваг, але в порівнянні з ним ступінь тяжкості зріс у кілька разів» — зазначала оглядачка Spin Лорен Спенсер. З урахуванням загального ажіотажу навколо сіетлських колективів неможливо було уникнути порівняння Alice in Chains з іншими представниками гранджового руху, але оцінки музичних оглядачів різнилися. Наприклад, у журналі Billboard припускали, що «ніщо на Dirt не сприяє тому, що Alice досягне того ж рівня, що й інші випускники Смарагдового міста — Nirvana і Pearl Jam», а в газеті Los Angeles Times новий альбом вважали невмілим наслідуванням Nirvana та Mother Love Bone. З іншого боку, оглядач Entertainment Weekly оцінив Dirt вище за пластинки інших місцевих команд, а головний редактор німецького журналу Rock Hard Гьотц Кюнемунд навіть назвав Alice in Chains кращим гуртом Сіетла.
Основна увага критиків була прикута до текстів пісень, що розглядалися у контексті боротьби Лейна Стейлі з героїновою залежністю. Дон Кайє (Kerrang!) назвав платівку одним із найбільш гнітючих альбомів року, «подорожжю в настільки чорну безодню, що загадуєшся над питанням, як протагоністу взагалі вдалося вижити». Кайє був вражений голосом і текстами Стейлі, «наповненими голим розпачем та емоціями, які боляче слухати», але зазначив, що перша частина альбому, що не має відношення до наркотиків, також не містить прохідних композицій. У журналі Spin також не пройшли повз «незворушні та, схоже, складені зі знанням справи ліричні відсилання до наркотиків». Лорен Спенсер звернула увагу на назви пісень — «Sickman» (англ. чокнутий, хворий), «Junkhead» (англ. наркоман) і «God Smack» (гра слів: God smack — «божа кара», але smack — сленгова назва героїну). На її подив, здавалося, що окремі тексти пісень не засуджували, а виправдовували вживання наркотиків: «You can't understand a user's mind / But try, with your books and degrees / If you let yourself go and opened your mind / I'll bet you'd be doing like me and it isn't so bad» (англ. Ви не можете влізти в чужу голову, але хоча б спробуйте, з усіма вашими книгами та ступенями. Якщо ви відпустите себе і відкриєте свій розум, тримаю парі, що ви будете чинити як я, і це не так вже й погано). Спенсер була вражена тим, що гурт «розкрив себе» і дав слухачам можливість зазирнути всередину, але не була впевнена, як це сприйме світ — як терапію чи паразитизм.
Подібно Facelift, істотний вплив на музичну складову Dirt мали Black Sabbath, Led Zeppelin та інші хард-рок гурту кінця 1960-х — початку 1970-х. В основі альбому лежали гітарні рифи та пауер-акорди, з великою кількістю примочок і ефектів. Водночас друга платівка Alice in Chains виявилася різноманітнішою в музичному плані: вона містила елементи фрі-джазу та музики Близького Сходу, а ускладнена структура пісень дозволяла проводити паралелі з творчістю авангардного гурту Mr. Bungle, американських прог-металістів King's X і піонерів дум-металу Trouble. Попри це, звучання Dirt залишалося характерним для місцевої сцени, являючи собою власну версію сіетлського гранджу, ближчу до Soundgarden, ніж до Nirvana. Ключова роль у прогресі відводилася гітаристу Джеррі Кантреллу, який, за влучним висловом Дона Кайє (Kerrang!), «швидко перетворився на музичну електростанцію». Кайє вважав альбом важким і металевим, але він не відповідав AOR-формату мейнстримівських радіостанцій. Оглядач назвав Dirt «альбомом місяця», зазначивши відмінну взаємодію Кантрелла і Стейлі, які не намагаються виділитися на загальному тлі, але гармонійно доповнюють похмурий настрій пісень своїми гітарними та вокальними партіями.
Тяжка і безкомпромісна музика у поєднанні з текстами пісень, присвяченими табуйованим тематикам, продемонстрували, що Alice in Chains не збираються змінювати собі задля комерційного ринку. На думку Дайни Дарзін (журнал RIP), на відміну від інших сіетлських колективів, які намагалися зайняти своє місце на музичній сцені, Alice in Chains «загнали музичний ринок у кут у промовистому розпачі». Проте, такі пісні, як «Would?» і «Them Bones», все ж виглядали непоганими кандидатами для активної ротації на радіо.

## Полеміка навколо альбому

### Приналежність до сіетлської сцени
Перша рецензія, опублікована в газеті Los Angeles Times 27 вересня 1992 — через два дні після виходу Dirt — була абсолютно розгромною. Джонатан Голд назвав Alice in Chains жалюгідними наслідувачами Nirvana і Mother Love Bone, а їх новий альбом — продуктом маркетологів, які намагаються скористатися галасом навколо гуртів з лейбла Sub Pop. Голд презирливо зазначив, що Alice in Chains знаходиться на периферії щодо андеграундної сцени північного заходу США і має до неї відношення не більше, ніж глем-рокери Warrant до підпілля Лос-Анджелеса, яке подарувало світові хард-рокерів Guns N' Roses. «Називайте їх Seattle Lite» (англ. полегшеною версією Сіетла) — запропонував оглядач.
Попри перші критичні відгуки, швидко стало зрозуміло, що альбом має величезну популярність. Вже в жовтні 1992 року провідний сіетлський музичний таблоїд The Rocket, який до цього не помічав творчість гурту, опублікував фотографію музикантів на обкладинці номера, додавши заголовок «Джефф Гілберт підлизується до Alice in Chains». Це стало своєрідним визнанням власної помилки та вибаченням за роки ігнорування. Джеррі Кантрелл не надавав цьому особливого значення: «На біса The Rocket, ось що ми думаємо. Стаття вийшла реально крутою і смішною, адже вони усвідомили, що були ідіотами, не приймаючи нас тільки через те, що ми не були частиною інди-сцени. Ми не засмутимося, якщо нас не асоціюватимуть із Сіетлом. Ми — не миттєвий тренд. Ми проявили себе ще до вибуху інтересу [до гранджу]. Більшість взагалі думає, що ми з Лос-Анджелеса, бо записуємо там свої альбоми». В останньому Кантрелл помилявся — звучання Alice in Chains, включаючи «жирні» гітари та депресивні тексти, було набагато похмуріше за лос-анджелеські колективи та ріднило їх з іншими вихідцями з Сіетла.
Керівники Sony Music розуміли, що на хвилі інтересу до гранджу було важливо підкреслити походження гурту. Лейбл наполіг на тому, щоб разом з Alice in Chains у тур по США вирушив інший колектив із Сіетлу — Screaming Trees, який належав тій самій організації. Менеджер Кім Уайт і барабанщик Баррет Мартін були цим вкрай незадоволені, тому що замість світового турне як хедлайнери їм довелося задовольнятися роллю гурту на розігріві. І хоча учасники Alice in Chains дружньо спілкувалися з рештою музикантів за лаштунками, загалом вони поводилися відповідно до статусу рок-зірок, через що втратили повагу деяких колег по туру. Крім того, їх спосіб життя суттєво відрізнявся: захоплення молоденькими дівчатами та важкими наркотиками були характерні для лос-анджелеської сцени та гуртів на кшталт Motley Crue, а не для колективів із Сіетла. Баррет Мартін не був здивований: «Я не думаю, що вони розуміли дух Сіетла, який полягав у незалежності, самостійності, турботі про музичну спільноту. Це все тому, що вони перебували на периферії із самого початку».
Порівняння в пресі з іншими колективами з Сіетлу було неминучим, і журналісти жваво цікавилися ставленням Alice in Chains до місцевої сцени, що знаходилась на підйомі. «Ми всі граємо рок-музику, так що схожість є. Але всі гурти різні. Наша трохи більш замислена та інтроспективна. Pearl Jam — бадьорі та повні життя. Nirvana гарна у своїй нещасливості… Усі гурти точно індивідуальні та самобутні», — пояснював Кантрелл в інтерв'ю журналу Rolling Stone. Він також визнавав, що важке звучання і певна відчуженість спочатку зробили Alice in Chains ізгоями місцевої музичної сцени: «Щось захоплює тебе миттєво, але наша музика — на любителя. Потрібно вкусити кілька разів, щоб спробувати її смак». Ще однією відмінністю була швидкість, з якою вони досягли вершин популярності: якщо Nirvana або Pearl Jam опинилися в центрі уваги практично моментально, то Alice in Chains поступово збільшували свою фан-базу протягом двох років з моменту виходу Facelift. Згодом музикантам набридли розпитування про Сіетл і вони намагалися уникати цієї теми в інтерв'ю. «О Боже. Тільки не це! Я втомився відповідати на ті самі питання. Навряд чи я проллю світло на все це. Найчастіше у нас запитують: „Що таке саунд Сієтла? Чому Сіетл такий великий?“. Блін, я не знаю. Ми пишемо добрі пісні, ось що я думаю. А це мій дім», — розводив руками Кантрелл.

### Тема наркотиків
Тексти пісень Dirt неминуче викликали багато питань щодо ставлення музикантів до наркотиків. Хоча про проблеми Стейлі відомо задовго до виходу платівки, спочатку він відмовлявся обговорювати цю тему, через що у музичних виданнях продовжували розмножуватися чутки про вживання героїну. Щоб прояснити ситуацію, Стейлі зважився поспілкуватися з пресою. В інтерв'ю журналу Rolling Stone у листопаді 1992 року він сказав: «Факт у тому, що я багато коловся, але це моя особиста справа та інших не стосується. Зараз я не колюсь, вже досить довго. Це був довгий і тяжкий процес, ніби я пройшов через пекло. Я вирішив зупинитись, бо виглядав нікчемним. Наркотики більше не працювали. Спочатку я був під кайфом, відчував себе чудово, але потім це перетворилося на необхідність, як їжа, яка потрібна для виживання. Відколи я зав'язав, я пробував кілька разів повторити те початкове відчуття, але не зміг. Тепер мене до цього не тягне, це нудно».
Дехто сприймав тексти Dirt як відверту пропаганду наркотичних засобів. Так, у журналі Kerrang! прослуховування платівки порівняли з відвідуванням наркокубла і вважали, що навіть якщо гурт і задумав випустити «антинаркотичний запис», то цей задум буде сприйнятий неправильно. Джеррі Кантрелл визнавав проблеми з героїном усередині колективу, але стверджував, що все це залишилося в минулому: «Ми вже пройшли через те, що ви питаєте, і про все подбали. Музика стала останнім цвяхом, забитим у цю труну». Стейлі також засмучувався через натяки на те, що музика гурту підштовхує до вживання наркотиків: «Від пісні до пісні настрій альбому змінюється: від прославлення наркотиків до відчуття власної нікчемності та сумнівів у тому, що я вибрав правильний шлях. У кінці платівки стає досить очевидно, що все склалося не так, як я очікував». Музиканти зізнавалися, що їх найбільшим страхом було почути від когось із шанувальників, що вони почали приймати героїн після прослуховування пісень гурту, як це трапилося з Лу Рідом та його піснею «Heroin». Насправді все було навпаки: під час туру до них підходили люди, які зізнавалися, що після прослуховування пісень зав'язали з наркотиками.
Попри запевнення музикантів, невдовзі стало зрозуміло, що вихід Dirt не став остаточним розв'язанням проблеми з наркотиками. Якщо під час першої частини концертного туру Лейн Стейлі стримував себе, то наприкінці 1992 року разом із вокалістом Screaming Trees Марком Ланеґаном він повернувся до вживання героїну. Протягом наступного року не вщухали чутки в пресі про зловживання наркотиками, Стейлі приписували відвідування реабілітаційних центрів. Казали, що новий бас-гітарист Майк Айнез був настільки роздратований побаченим, що в серцях штовхнув підсилювач і зламав руку члену дорожньої команди, але гурт все заперечував. Репутація Лейна Стейлі стрімко падала і для багатьох він став живим уособленням проблеми наркотиків у США. Він навіть хотів виїхати з Сіетла, тому що в рідному місті всі добре знали його слабкості. «Я не виходжу надвір, щоб знайти наркотики. Це вони шукають мене» — стверджував Стейлі. Зрештою, вокаліст просто відмовився давати пояснення в пресі, залишивши це Джеррі Кантреллу та іншим музикантам. Але навіть лідеру Alice in Chains не завжди вдавалося тримати себе в руках, відповідаючи на провокаційні питання. Наприклад, журналісти Melody Maker раз по раз підкреслювали, що це не вони написали пісню з назвою «God Smack» (з посиланням на сленгове слово «smack», що означає героїн), а коли Кантрелл запитав, навіщо вони це роблять, відповіли: «Бо це інтерв'ю». Гітарист вибухнув: «Я не збираюся заперечувати наявність прямого зв'язку з тим, що ми робили. Я просто не буду більше говорити про це. Мені начхати, інтерв'ю це чи ні. Це ніби я запитав у вас, як часто ви трахаєтеся з подружкою. Ви можете мені відповісти, скільки разів ви вставляли їй у рот?».

### Можливий розпад гурту
Тяжке враження від платівки посилювалося чутками про те, що Alice in Chains знаходяться на межі розпаду. Музиканти жартома списували все на ореол загадковості, що оточує гурт і додає йому популярності. Це почалося ще на початку 1992 року, коли преса дізналася, що Стейлі опинився у реабілітаційному центрі. Відразу після виходу Dirt у вересні 1992 року активно циркулювали плітки про зміни у складі. І хоча на той момент це питання ще обговорювалося всередині колективу, а самі музиканти називали це пустими домислами, на початку 1993 року Майк Старр дійсно залишив Alice in Chains. Перші сварки з бас-гітаристом сталися ще під час запису Dirt, коли він наполягав на включенні в альбом пісні «Fear the Voices». Пізніше Старр вимагав збільшити обсяг видавничих прав. Крім цього, його впіймали на спекуляції квитками на концерти, а також звинувачували у зловживанні наркотиками. Під час концертів на Гаваях у січні 1993 року музиканти вирішили все остаточно та повідомили Старру про те, що його звільнено. Своєю чергою Старр заявляв, що насправді це він вирішив тимчасово покинути Alice in Chains.
Розкол стався перед великим фестивалем у Бразилії за участю L7, Nirvana та Red Hot Chili Peppers, тому Alice in Chains терміново була потрібна заміна. Ще під час туру з Оззі Осборном музиканти звернули увагу на його басиста Майка Айнеза. Коли рішення про звільнення Старра було ухвалено, Шон Кінні зателефонував Айнезу і запропонував приєднатися до Alice in Chains. Здивований бас-гітарист вирішив порадитися з Оззі Осборном, на що отримав упевнену відповідь: «Якщо ти не поїдеш, наступні сім днів ти проведеш у лікарні… Стільки часу знадобиться лікарям, щоб витягти мою ногу з твоєї дупи». 22 січня 1993 року в Ріо-де-Жанейро відбувся останній виступ Майка Старра у складі Alice in Chains, після чого новим бас-гітаристом гурту став Майк Айнез. Концерт у Бразилії мало не закінчився трагедією. Після виступу Майк Старр вирішив прийняти дозу спочатку з Куртом Кобейном, а потім з Лейном Стейлі. Бас-гітарист відключився, а коли прийшов до тями, то виявив себе в душі; поряд стояв Стейлі, який плакав і хлистав Старра по обличчю. З'ясувалося, що бас-гітарист був мертвий протягом одинадцяти хвилин.
Чутки про проблеми у гурті досягли піка після того, як Alice in Chains скоротили концертний тур із Masters of Reality у липні 1993 року. Музиканти пояснювали це втомою і бажанням заощадити сили для виступів на фестивалі Lollapalooza. Кінець кінцем, концерти пройшли успішно: Alice in Chains були одним з найочікуваніших гуртів і представили не тільки пісні з Dirt, але й нову композицію «A Little Bitter», написану до фільму «Останній кіногерой». Щоб переконати всіх, що проблеми з наркотиками залишилися позаду, у жовтні 1993 року Лейн Стейлі відновив спілкування з пресою. У відповідь на питання про здоров'я в інтерв'ю журналу Kerrang! він заявив: «Зі мною все добре. Будь ласка, розкажіть нашим шанувальникам, що хоча деякі з чуток, які циркулюють протягом останніх кількох місяців, виявилися правдою, зараз зі мною все нормально». Стейлі також зазначив, що хоча проблеми всередині Alice in Chains були безпосередньо пов'язані з популярністю і тиском, що чинився на музикантів, проте це не можна було порівнювати з тим, що на собі відчули інші сіетлські гурти: «Знаєте, ми — не „Нірвана“. Ми все ще можемо з'являтися на публіці, можемо сходити в магазин і не переживати, що нас дістануть [фанати]». Він виправдовував колег по сцені з Pearl Jam і Nirvana, які фактично відмовилися від спілкування з пресою: «Так, я розумію це рішення краще за будь-кого у світі. Зважаючи, скільки лайна виливають на нас, уявіть тільки, скільки ллється на них — вони ж удесятеро більше за нас. Вони набагато популярніші, і вони практично не мають особистого життя».
Остаточні сумніви в майбутньому гурту музиканти розвіяли, оголосивши про початок робіт над наступним акустичним мініальбомом у листопаді 1993 року. Невдовзі з'ясувалося, що розбіжності всередині колективу ставали все серйознішими. На початку 1994 року Alice in Chains були змушені скасувати спільний концертний тур разом із Metallica. Після повернення Стейлі з реабілітаційної клініки гурт не просто не повернувся до виступів, а й зовсім розпався на шість місяців. Лейн Стейлі був приголомшений цим рішенням: «Я просто сидів на дивані та напивався щодня. Коли ми тільки збиралися разом, ми вважали один одного за братів. Ми жили в одному будинку, веселилися разом і напивалися однаково. Але після цього ми почали розпадатися, пішли кожен своїм шляхом і відчули, що зраджуємо один одного».

## Dirtта доля Лейна Стейлі
Dirt став останнім студійним альбомом Alice in Chains з Лейном Стейлі, на підтримку якого гурт давав живі виступи, адже подальші роботи — акустичний мініальбом Jar of Flies (1994) та третій лонгплей Alice in Chains (1995) — не супроводжувалися концертними турами через посилення проблем фронтмена зі здоров'ям. Проблиск надії у шанувальників гурту з'явився лише у 1996 році, коли Alice in Chains відіграли перший за два з половиною роки концерт MTV Unplugged. Лейн Стейлі виглядав виснаженим і несхожим на себе колишнього, але гурт знайшов сили для того, щоб вирушити в коротке турне на розігріві у Kiss. Завершальний концерт у Канзасі 3 липня 1996 став останнім для Стейлі: музикант був госпіталізований через чергове передозування наркотиків, і гурт фактично припинив існування. Джеррі Кантрелл зосередився на сольній творчості та у 1998 році випустив платівку Boggy Depot за участю Майка Айнеза, Шона Кінні та кількох запрошених музикантів. Стейлі ж, навпаки, став самітником і перестав з'являтися на публіці.
На початку 1990-х Dirt сприймався як дуже відвертий альбом, натхненний нехай і болючим, але успішним досвідом боротьби Лейна Стейлі з героїновою залежністю, але до кінця 1990-х його оцінка змінилася. Стало зрозуміло, що вокалісту не вдалося і ніколи не вдавалося остаточно впоратися зі згубною звичкою, що визнавав і сам музикант: «Смерть Ендрю Вуда все змінила, мабуть, на кілька тижнів. А потім я повернувся до наркотиків і підсів на них ще сильніше, ніж раніше». Після цього платівка набула ще зловіснішого і пророчого характеру. Американський публіцист Роберт Крістгау у своєму «Гідові покупця» у 2000 році безапеляційно назвав Dirt героїновим альбомом, зауваживши, що пісня Junkhead («Наркоман») зовсім не була вигадкою. Крістгау відзначив характерне «хрумке» гітарне звучання альбому, важче, гучніше і металевіше, ніж у будь-кого на сіетлській сцені, але поскаржився на надто високу ціну, яку довелося за це заплатити. Стів Хьюї (AllMusic) назвав Dirt величезним творчим досягненням гурту, близьким до абсолютного шедевра. На його думку, «первісне, нудотне виття з глибин героїнової залежності Лейна Стейлі» зробило платівку одним з найнесамовитіших концептуальних альбомів. У березневому номері Guitar World (2001) Dirt назвали «не просто найглибшим альбомом Alice in Chains, але одним із найпохмуріших і сумних записів, що коли-небудь існували», а лірику Стейлі порівняли з останніми думками засудженої до смерті людини. У виданні Classic Rock у лютому 2002 року платівку охрестили початком кінця Alice in Chains, оскільки творче піднесення гурту збіглося з періодом початку саморуйнування. Згадуючи відверті тексти пісень, Філіп Уайлдінг дивувався з того, що лейбл і менеджмент взагалі переймались спростуванням чуток про наркозалежність Стейлі, настільки вона була очевидною.
Якщо відразу після виходу альбому набір із п'яти пісень, що описували динаміку відносин ліричного героя до наркотиків, найчастіше розглядався окремо від інших композицій, то пізніше Dirt став сприйматися як цілісніший твір. Написані Джеррі Кантреллом пісні доповнювали основну тему платівки — болючість, огиду до самого себе і смирення з боку наркомана, який усвідомлює свої пороки, але нічого не може з цим зробити. Навіть у любовній баладі «Down in a Hole», написаній Джеррі Кантреллом, знайшли подібності до безрадісної долі Стейлі. У деяких виданнях ця композиція йшла відразу за п'ятьма піснями про наркотики, через що її вважали частиною концепції, яка не поступалася іншим пісням за ступенем похмурості та глибини. У журналі Guitar World її назвали «найсумнішим портретом людства», звернувши увагу на таку фразу у виконанні Стейлі: «See my heart, I decorate it like a grave» (англ. Подивися на моє серце, я прикрасив його як могилу). Кантреллівська пісня «Rooster», написана про В'єтнамську війну, також відповідала настрою альбому, зображуючи історію людини, яка вижила попри труднощі. У журналі Classic Rock звернули увагу на те, що першою випущеною піснею з Dirt стала «Would?», яка з'явилася під враженням від трагічної смерті Ендрю Вуда від передозування наркотиків; ця ж пісня стала останньою на альбомі, що фактично передбачив долю Лейна Стейлі.
У квітні 2002 року Стейлі був знайдений мертвим через передозування суміші героїну та кокаїну. Його смерть не стала несподіванкою для музичної сцени, оскільки, попри затворництво, всі знали про його даремну боротьбу з наркозалежністю. У пресі вокаліста Alice in Chains помістили в один ряд з Ендрю Вудом і Куртом Кобейном — персоналіями, що уособлювали гранджовий рух і покоління X, чиє життя було зруйноване наркотиками. Трагедія стала черговим приводом згадати про Dirt, обставини запису та значення для гурту та самого Стейлі. Музичні оглядачі визнавали, що в період розквіту гранджу Стейлі не зміг впоратися зі спокусами та складнощами багатомісячних концертних турів та шукав порятунок у наркотиках. «Вся суть наркотиків у тому, що вони забирають тебе кудись далеко від усього, поки ти сидиш у цьому нудному готельному номері. Героїн витягає тебе звідти на кілька годин» — згадував Майк Старр, зізнаючись, що вживав героїн разом із товаришем. І якщо раніше у когось залишалися сумніви, чи зможуть Alice in Chains випустити ще платівку, то смерть Стейлі показала, що Dirt залишиться вершиною його творчості у складі гурту. «На жаль, все скінчено, але ми повинні бути вдячні за те, що Dirt існує у всій брудній і недосконалій красі» — писала Сіан Ллівелін (Metal Hammer).

## Місце в історії гранджу
Попри смерть Лейна Стейлі та чутки про остаточний розпад Alice in Chains, учасники гурту знайшли в собі сили, щоб відродити гурт. Після кількох виступів із запрошеними вокалістами, серед яких були Мейнард Джеймс Кінен (Tool), Філ Ансельмо (Pantera) і навіть Енн Вілсон (Heart), у 2006 році гурт зупинився на кандидатурі Вільяма Дюваля. Відомий як засновник і фронтмен гурту Comes with the Fall, Дюваль став ритм-гітаристом і вокалістом Alice in Chains. В оновленому складі гурт випустив платівку Black Gives Way to Blue (2009), а пізніше — ще два студійні альбоми The Devil Put Dinosaurs Here (2013) та Rainier Fog (2018). На той час оригінальний склад Alice in Chains зазнав ще однієї втрати: у 2011 році від передозування помер колишній бас-гітарист Майк Старр. Хоча нові альбоми Alice in Chains були прихильно сприйняті критиками, жоден з них не зумів досягти рівня Dirt. 2017 року до 25-річчя альбому в журналі Billboard вийшла стаття, в якій Dirt був названий найбільш нігілістичним альбомом сучасності. П'ять мільйонів проданих копій, п'ять популярних синглів та неповторна емоційна переконливість зробили з Dirt класичну платівку, успіх якої Alice in Chains так і не вдалося повторити.
Випуск Dirt забезпечив Alice in Chains місце у великій четвірці гранджу, а сам альбом зайняв провідні позиції серед ключових платівок сіетлської музичної сцени 1990-х. 2005 року в журналі Q його занесли до списку «15 класичних альбомів гранджу». Джеймс Макнейр відзначив «героїнову» тематику альбому та трагічну смерть Стейлі у 2002 році, що підтвердила, що його тривожна та емоційна лірика була справжньою. Журналіст підкреслив, що хоча своїм успіхом гурт має бути вдячним гумористичному дуету Бівіса і Батхеда, який звернув увагу на сингл «Man in the Box», проте Dirt є альбомом для дорослих, не призначеним для розваги. 2006 року в журналі Metal Hammer Dirt назвали «зоряною годиною» гурту, який поставив їх в один ряд із Nirvana, Pearl Jam та Soundgarden. Джеррі Юінг так міркував про найбільший гранджовий альбом: «Nevermind ? Ні, надто панковий. Superunknown? Блискучий, але надто неоднорідний. Ten? Можливо. Але якщо й так, то другий повноформатний альбом Alice in Chains Dirt відстає від нього ненабагато». Юінг зазначив, що платівка, що описувала суворі реалії Сіетла початку 1990-х, і з часом не втратила своєї актуальності. За підсумками опитування читачів журналу Rolling Stone у 2012 році Dirt увійшов до числа найкращих гранджових альбомів усіх часів, поступившись лише Nevermind та Ten. 2019 року редакція Rolling Stone опублікувала власний список «50 найбільших альбомів гранджу», помістивши Dirt на шосте місце. Енджі Марточчіо наголосила, що якщо натхненням для дебютної платівки Alice in Chains став хеві-метал, то на другий альбом підступно вплинув героїн.
У той час як Nirvana, Pearl Jam і Soundgarden з часом йшли все далі від хеві-металевих коренів, Alice in Chains зберігали відданість цьому жанру рок-музики. Подібно до дебютної платівки Facelift, другий альбом гурту був наповнений важкими гітарними рифами, характерними для Black Sabbath і Metallica, які гармонійно доповнювали тексти пісень про депресію, наркотики та смерть. Згодом Dirt сам став вважатися класикою жанру і неодноразово включався до кращих металевих альбомів. У журналі NME Dirt занесли до списку «100 найбільших хеві-метал-альбомів», а видання Metal Hammer і Loudwire віднесли його до кращих металевих альбомів 1990-х років. 2017 року журнал Rolling Stone помістив Dirt на 26-е місце у списку найкращих металевих альбомів усіх часів, відзначивши блискучі гітарні рифи вступної «Them Bones», рок-гімн «Would?», артметалеві ритми «Sickman» і «God Smack», а також автобіографічну баладу «Rooster». Барабанщик Metallica Ларс Ульріх називав Dirt одним зі своїх улюблених металевих та хард-рокових альбомів. На момент виходу платівки Ульріх не був знайомий з особливостями субкультури наркотиків, тому спочатку не оцінив відсилання та алюзії, що містяться в альбомі, лише пізніше усвідомивши його глибину і похмурість. Серед улюблених пісень Ларс Ульріх виділив «Rooster», а також короткі та важкі «Rain When I Die» та «Dam That River», зазначивши, що Dirt був однією з лише кількох платівок 1992 року, які він слухав найчастіше.
Крім безперечного значення для розвитку гранджової та металевої сцени, Dirt також отримав високу оцінку у загальній музичній спільноті. 2005 року у видавництві Cassell Illustrated вийшла книга «1001 альбом, який потрібно послухати», в якій було зібрано рецензії провідних критиків у період з 1955 по 2005 роки. Головний редактор Роберт Дімері включив в альманах рецензію на Dirt музичного оглядача Джейсона Чу з канадської газети National Post. Чу назвав Alice in Chains характерним представником сцени Сіетла та зазначив, що платівка сприяла формуванню гранджу як окремого жанру альтернативної музики. 2012 року вийшов спецвипуск журналу Kerrang! зі схожою назвою — «666 альбомів, які потрібно почути перед смертю»; в ньому містилася рецензія на Dirt авторства Філа Александера під назвою «Несамовита хроніка наркозалежності». Платівка отримала найвищу оцінку і була визнана головним альбомом 1992 року. 2019 року Kerrang! включив Dirt ще у два рейтинги: «11 кращих альбомів, натхнених наркотиками» і «13 найпохмуріших хард-рокових і металевих альбомів», в останньому з яких Dirt посів третє місце, поступившись платівкам Nine Inch Nails — The Downward Spiral (1994) і Warning — Watching From a Distance (2006). «І Лейн Стейлі, і басист Майк Старр зрештою помруть від передозування, підкреслюючи темну реальність, що лежить в основі цих пісень» — засмучено писав Сем Лоу.

## Довідкові дані

### Список композицій
| #   | Назва                  | Автор слів       | Автор музики           | Переклад              | Тривалість |
| --- | ---------------------- | ---------------- | ---------------------- | --------------------- | ---------- |
| 1.  | «Them Bones»           | Кантрелл         | Кантрелл               | «Їхні кістки»         | 2:30       |
| 2.  | «Dam That River»       | Кантрелл         | Кантрелл               | «Зупинити цю ріку»    | 3:09       |
| 3.  | «Rain When I Die»      | Стейлі, Кантрелл | Кантрелл, Кінні, Старр | «Дощ, коли я помру»   | 6:01       |
| 4.  | «Down in a Hole» ([I]) | Кантрелл         | Кантрелл               | «Глибоко в прірві»    | 5:38       |
| 5.  | «Sickman»              | Стейлі           | Кантрелл               | «Хворий»              | 5:29       |
| 6.  | «Rooster»              | Кантрелл         | Кантрелл               | «Задирака»            | 6:15       |
| 7.  | «Junkhead»             | Стейлі           | Кантрелл               | «Наркоман»            | 5:09       |
| 8.  | «Dirt»                 | Стейлі           | Кантрелл               | «Бруд»                | 5:16       |
| 9.  | «God Smack»            | Стейлі           | Кантрелл               | «Божа кара»           | 3:50       |
| 10. | «Untitled» ([II])      | Кантрелл         | Кантрелл               | без імені             | 0:43       |
| 11. | «Hate to Feel»         | Стейлі           | Стейлі                 | «Ненавиджу відчувати» | 5:16       |
| 12. | «Angry Chair»          | Стейлі           | Стейлі                 | «Сердитий стілець»    | 4:47       |
| 13. | «Would?»               | Кантрелл         | Кантрелл               | «Якби»                | 3:28       |

↑ I На деяких CD-виданнях «Down in a Hole» стоїть між «Angry Chair» та «Would?». На офіційному сайті гурту пісня розташована між «Rain When I Die» та «Sickman».
↑ II В окремих виданнях 1992 року трек 10 залишався безіменним або зовсім був викреслений зі списку композицій. У збірнику Music Bank (1999) він був доданий під назвою «Iron Gland». На офіційному сайті гурту він позначений як «Untitled» (без імені).

### Учасники запису
| Alice in Chains - Лейн Стейлі — вокал, ритм-гітара, - Джеррі Кантрелл — гітара, вокал, бек-вокал, - Майк Старр — бас-гітара, - Шон Кінні — барабани. Запрошені музиканти - Том Арая — вокал («Iron Gland»). Менеджмент - Сюзан Сільвер и Келли Кертіс — менеджмент, - Пітер Флечер — менеджер по продукту. | Виробництво - Дейв Джерден — продюсер, - Браян Карлстром — звукорежисер, - Стів Холл та Едди Шрейер — майстеринг, - Мері Маурер — артдиректор, - Девід Колман — автор логотипу, - Лейн Стейлі — автор «сонячного» логотипу, - Рокі Шенк — фотограф. |

### Хіт-паради
| Хіт-парад (1992–1993)                                | Найвища позиція |
| ---------------------------------------------------- | --------------- |
| Австралія Australian Albums (ARIA)                   | 13              |
| Канада Canada Albums (RPM)                           | 25              |
| Нідерланди Dutch Albums (MegaCharts)                 | 17              |
| Німеччина German Albums (Offizielle Top 100)         | 37              |
| Нова Зеландія New Zealand Albums (Recorded Music NZ) | 36              |
| Норвегія Norwegian Albums (VG-lista)                 | 15              |
| Швеція Swedish Albums (Sverigetopplistan)            | 11              |
| Велика Британія UK Albums (OCC)                      | 42              |
| США Billboard 200                                    | 6               |

| Хіт-парад (1993) | Позиція |
| ---------------- | ------- |
| US Billboard 200 | 39      |

### Сертифікації
| Регіон                                             | Сертифікація  | Продажі    |
| -------------------------------------------------- | ------------- | ---------- |
| Австралія (ARIA)                                   | Золотий       | 35 000^    |
| Канада (Music Canada)                              | Платиновий    | 100 000^   |
| Велика Британія (BPI)                              | Золотий       | 100 000^   |
| США (RIAA)                                         | 4× Платиновий | 4 000 000^ |
| ^відвантаження, що базуються лише на сертифікаціях |               |            |